# Cake (сингл Ллойда Бенкса)
«Cake» — перший сингл репера Ллойда Бенкса з його другого студійного альбому Rotten Apple. Пісня містить семпл з треку «I Believe» гурту Triumvirat. У буклеті Rotten Apple пісню позначено як «The Cake».

## Відеокліп
У відеокліпі відсутній куплет 50 Cent. Камео: акторка Міґан Ґуд, Mobb Deep, Young Buck та інші люди з G-Unit Records.

## Список пісень
Цифровий сингл
| #  | Назва                     | Автор                                                       | Продюсер | Тривалість |
| -- | ------------------------- | ----------------------------------------------------------- | -------- | ---------- |
| 1. | «Cake» (з участю 50 Cent) | Ф. Гортон, К. Ллойд, К. Джексон, Г. Батгельт, Г. Юрґен Фріц | 10       | 2:46       |

## Чартові позиції
| Чарт (2006)              | Найвища позиція |
| ------------------------ | --------------- |
| US Hot R&B/Hip-Hop Songs | 65              |